# Фанджа (футбольний клуб)
Спортивний клуб «Фанджа» (араб. نادي فنجاء الرياضي) — оманський футбольний клуб з однойменного міста, який виступає в Оманській Прем'єр-лізі. Заснований 1970 року і є одним з грандів країни. Домашні ігри проводить на стадіоні «Сіб».

## Історія
«Фанджа» першим з оманських клубів виграв міжнародний кубок, у фінальних матчах Клубного кубка чемпіонів Перської затоки 1982 року був обіграний бахрейнський "Аль-Мухаррак". Найкращими роками клубу були 1970—1980-ті, однак після смерті засновника клубу Саїда Самі, команда на 20 років забула про титули.
У сезоні 2013/14 команда виграла Кубок Оману, обігравши «Ан-Нахду» (2:0), тим самим пробилася в Кубок АФК 2015. Знадобилося більше двох десятиліть — 23 роки, для того щоб повернути престижний футбольний титул в Омані. У першій же грі на Кубку АФК 2015 команда поступилася туркменському «Ахалу» (2:3) і вибула з турніру.

## Досягнення
Чемпіонат Оману
- Чемпіон (9 разів): 1976-77, 1978-79, 1983-84, 1985-86, 1986-87, 1987-88, 1990-91, 2011-12, 2015-16.
- Срібний призер (3 рази): 2012-13, 2013-14, 2014-15.

Кубок Оману
- Володар (9 разів): 1975, 1976, 1978, 1985, 1986, 1987, 1989, 1991, 2013-14
- Фіналіст (1 раз): 2010

Суперкубок Оману
- Володар (2 рази): 2012, 2015.
- Фіналіст (3 раз): 2013, 2014, 2016

Клубний кубок чемпіонів Перської затоки
- Володар (1 раз): 1989